# 出雲国府跡
出雲国府跡（いづもこくふあと）は、島根県松江市大草町・山代町・竹矢町に所在する古代出雲国の国府跡。律令制下の地方行政の中心地域である。1971年（昭和46年）12月13日に国の史跡に指定された。

## 発掘前
本国府跡は、松江市の南東6キロメートルに所に開けた意宇平野に位置する。国庁跡は『出雲国風土記』に記述があり、意宇平野内に所在していたことは古くから知られていたが、具体的な場所が分からず、推定地がいくつか上がっていた。その後、江戸時代に書かれた大草村検地帳に字名「こくてう」が発見され、現在の字竹ノ後（館の後の意味）辺りと考えられるようになった。
八雲立つ風土記の丘設置の計画が持ち上がり、1968年（昭和43年）から発掘調査が始まった。

## 発掘結果
国庁跡が松江市大草町の六所神社周辺であることが判明した。国庁は、一辺167メートルの区画を大溝で区切り、その南半分に南北96メートル、東西72メートルの政庁区画を取り、その中に正殿・脇殿などを配置し、北半分も溝によって仕切られ官衙建物が並んでいたと推定されている。遺物では「大原評（こおり）□部□□」「進上兵士財□…」「□□二百代」などと記された木簡、「厨」（くりや）「酒杯」「少目」（しょうさかん）などと書かれた墨書土器、「門」「社辺」（こそべ）などの篦書き土器がある。「評」という木簡から、出雲国庁が大宝元年（701年）以前に溯って建造されたと考えられる。その他、柱の一部、軒瓦類、大量の食器類、硯、分銅、玉作用の原石、砥石、和同開珎（銀貨）、「春」という文字を刻んだ銅印などが出土している。

## 周辺
周辺地域は条里制の名残をよくとどめている。国庁と同所に存在したと推測されている意宇郡家（おうぐうけ）や駅家などの発掘調査が望まれる。